# Дімітровка
Дімітровка (рум. Dimitrovca) — село в Молдові в Чимішлійському районі. Входить до складу комуни, центром якої є місто Чимішлія.